# Muscat rose à petits grains
Le muscat rose à petits grains  est un cépage de raisins roses.

## Origine et répartition géographique
D’origine grecque, c’est une variation du muscat blanc à petits grains. Le muscat rouge à petits grains est une autre variation du même cépage.
En France, il n'est autorisé que dans les départements du Bas-Rhin et du Haut-Rhin.

## Caractères ampélographiques
- Extrémité du jeune rameau duveteux blanc à liseré carminé.
- Jeunes feuilles aranéeuses, très bronzées.
- Feuilles adultes, à 5 lobes, avec des sinus supérieurs profonds et très étroits, un sinus pétiolaire fermé à bords parallèles, des dents anguleuses, très étroites, en deux séries, un limbe glabre.

## Aptitudes culturales
La maturité est de deuxième époque: 20  jours après le chasselas.

## Potentiel technologique
Les grappes sont moyennes et les baies sont de taille moyenne. La grappe est cylindrique, rarement ailée et compacte. La chair est juteuse, très sucré, d'une saveur musquée. Le cépage est moyennement vigoureux. Il est sensible à la pourriture grise, au court-noué, à l'oïdium, au mildiou et aux guêpes. 

## Synonymes
Le muscat rose à petits grains  est connu sous les noms de moscatel roxo, moscato rosa, red frontignac, Rosenmuskateller.